# Wikcinek
Wikcinek – wieś w Polsce położona w województwie mazowieckim, w powiecie sochaczewskim, w gminie Nowa Sucha.
| SIMC    | Nazwa  | Rodzaj    |
| ------- | ------ | --------- |
| 0734104 | Gradów | część wsi |

W latach 1975–1998 miejscowość administracyjnie należała do województwa skierniewickiego.